# Église de la Visitation de Gœtzenbruck
L'église de la Visitation se situe dans la commune française de Gœtzenbruck et le département de la Moselle.

## Histoire
Du point de vue spirituel, Gœtzenbruck est une succursale de Soucht jusqu'en 1802, puis devient paroisse de l'archiprêtré de Bitche. Althorn devient sa succursale en 1802 et est érigée en paroisse en 1872.

## Édifice
L'église paroissiale, dédiée à la Visitation, s'impose par ses proportions en dominant les maisons. Construite entre 1863 et 1866 sur les plans de l'architecte Desgranges de Sarreguemines, c'est un vaste édifice de grès rose de type basilical, avec transept légèrement saillant.
Puisant son inspiration dans les grands édifices gothiques du XIIIe siècle, elle  présente une façade occidentale à trois niveaux, avec un triple portail surmonté d'une rosace. Quant à la tour, elle passe du plan carré au plan octogonal au niveau du beffroi, ce qui constitue la seule liberté que ce soit autorisée le maître d'œuvre.
Elle sera consacrée en 1866 par Monseigneur Paul Dupont des Loges, évêque de Metz.

### Patrimoine mobilier

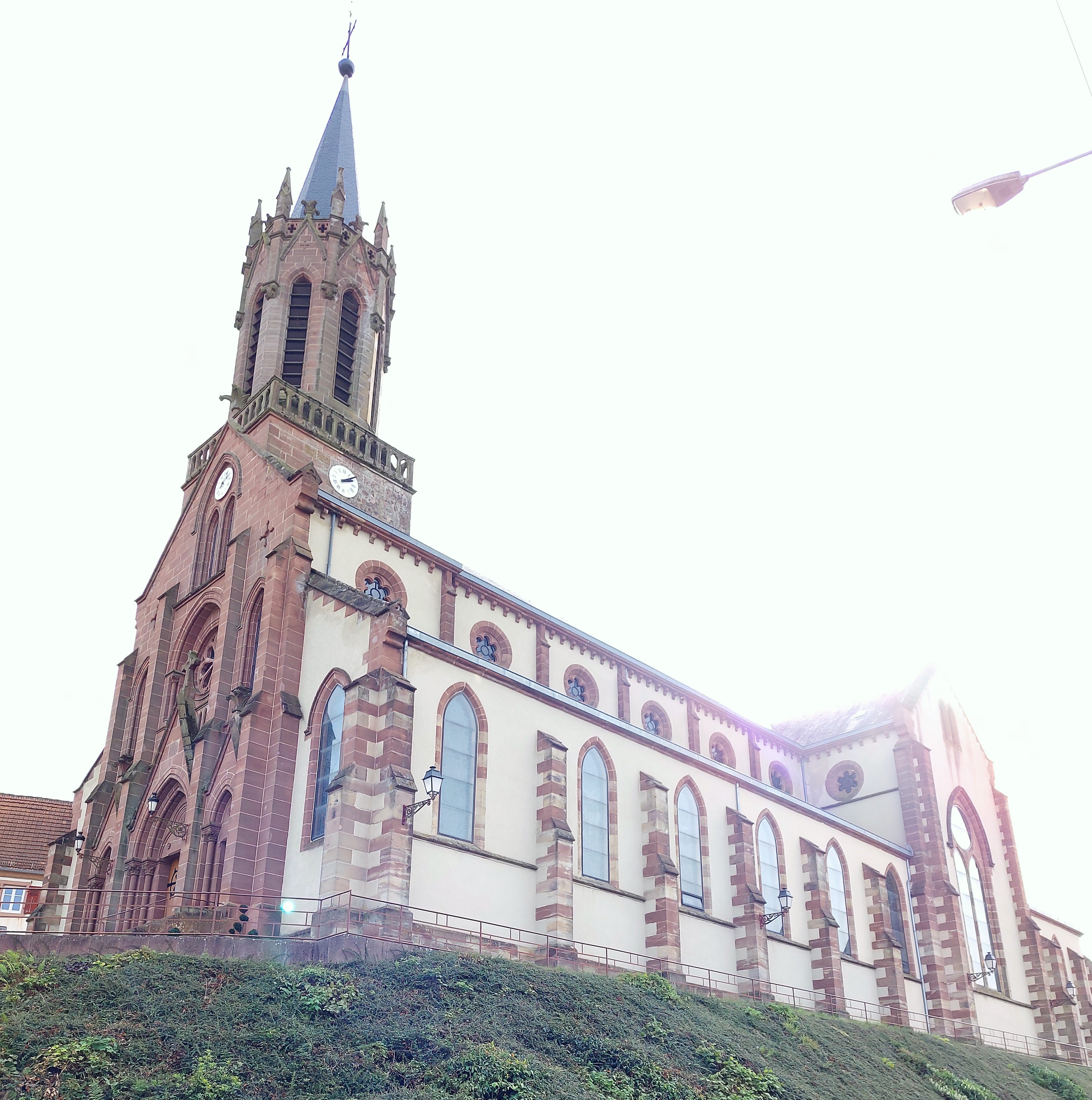
Église de la Visitation le 15 octobre 2021.
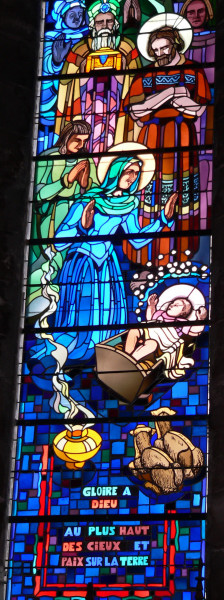
Vitrail le 20 février 2006.
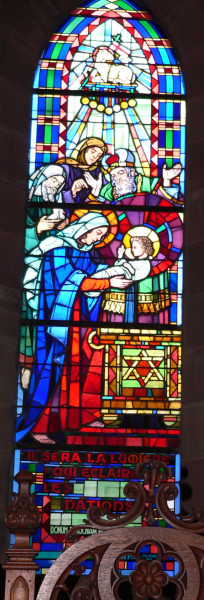
Vitrail.

- 25 verrières figurées[1].
- Chaire à prêcher[2].
- Fonts baptismaux, style néo-gothique[3].

Le baptistère et les bénitiers ont été réalisés par Antoine Heitzmann.
- Le mobilier de l'église paroissiale de la Visitation[4].
- Orgue Verschneider-Krempf - Frédéric Haerpfer[5].